# قله امیری
قلهٔ امیری قله‌ای در ییلاق امیری در دهستان بالالاریجان بخش لاریجان شهرستان آمل استان مازندران ایران است. این قله در رشته‌کوه فیروزکوه واقع گردیده و از ناحیهٔ غربی به‌آبادی‌های بزرگ ده‌گانهٔ مشهوری چون نَهَر، هاره، لارین، ترا، اخازیر، اخا، شمس‌آباد، گل‌پاشا و وانا محدود می‌گردد.

## مکان‌نگاری قله
امیری از جمله ارتفاعات مهم و شاخص رشته‌کوه فیروزکوه محسوب می‌شود. قله در انتهای خط‌الرأس شرقی و غربی قرار گرفته که بر روی آن تعدادی ارتفاعات دیگر از جمله کوه کنیون به ارتفاع ۳۸۵۰ متر در منتهی‌الیه شرقی به چشم می‌خورند. درهٔ عمیق رودخانه انیس در ضلع شمالی قراردارد. این کوهستان را همچنین باید سرچشمهٔ رودخانه‌های کلفسه و عمرک نامید.

## مسیر صعود به قله
برای دست‌یابی به این قله باید از طریق جاده هراز خود را به‌آبادی‌های امیری آمل، حدوداً ۸ کیلومتر پس از گزنک، رسانید. جاده پر پیچ و خم را دنبال می‌کنیم تا به روستای هاره برسیم. روستا در مرتفع‌ترین نقطه دره قرار دارد. قله در نزدیکی ما در سمت چپ جناح شمال شرقی دیده می‌شود. این مسیر ما را به گوسفندسرای بزرگی در زیر قله که محل اسکان بهارهٔ عشایر شهمیرزاد و سنگسر است می‌رساند.
راه را به‌سوی گردنه و قلهٔ صخره‌ای ۳۵۰۰ متری چمن‌خو ادامه داده و پس از رسیدن به آن از طریق یال سینه‌کش مانند جنوبی قله که شیب تندی دارد پس از عبور و تراورس کوتاهی از کنار چند صخرهٔ کوچک به قله می‌رسیم.

## وضعیت قله در زمستان
زمستان امیری چون مناطق دیگر البرز سردسیر و با حجم سنگین برف همراه است و ریزش بهمن سراسر جناح‌های جنوبی قله را درمی‌نوردد و هوای منطقه به سرعت تغییر می‌کند.